# Begleitpanzer 57 AIFSV
El Begleitpanzer 57 (Tanque de Escolta 57) fue un proyecto de vehículo blindado de apoyo de fuego a la infantería (AIFSV por sus siglas en inglés) desarrollado por las empresas Thyssen-Henschel y Bofors del que solo se construyó un prototipo. Estaba basado en un chasis de Marder modificado al que se añadió un cañón naval automático Bofors 57 mm L70 Mk.1 y un lanzamisiles BGM-71 TOW.
A mediados de los 70, las dos compañías comenzaron el desarrollo, sin mandato gubernamental, de un tanque de escolta de infantería para llenar el hueco existente en el Heer de una plataforma de apoyo de fuego ligero. En noviembre de 1977 se construyó el primer y único prototipo. Sin embargo, debido a la falta de interés de potenciales compradores, el proyecto fue cancelado.

## Diseño y desarrollo
Para el chasis del Begleitpanzer 57 se utilizó el casco modificado del Marder. Para esto, la mayoría de los componentes del vehículo de combate de infantería, como las rótulas de tiro especializadas y las escotillas del compartimento de personal y la ametralladora y rampa trasera tuvieron que ser eliminados para poder instalar la torreta, más grande que la que incluía el vehículo base, y todo el equipamiento asociado al cañón.
Todos los datos técnicos eran idénticos a los del Marder 1, salvo la longitud del vehículo con el cañón al frente, que pasó de 6,80 m a 7,48 m y la altura del vehículo, de 3 m a 2,51 m.
La torreta, de forma asimétrica, se asemeja a la del Marder. A la izquierda de la torreta se encontraba la escotilla del comandante, equipada con espejos periscópicos y un periscopio circular estabilizado. A la derecha de la torreta estaba la escotilla del artillero, con acceso directo al lanzamisiles TOW. El artillero tenía a su disposición un telescopio equipado con un sistema de visión térmica, un telémetro laser y un sistema de control y guiado para los misiles.
La torreta tenía una hendidura longitudinal en el centro, donde se ubicaba el soporte de retroceso del cañón. Este contaba con un cargador automático con capacidad para 48 proyectiles y tenía un rango de elevación de -8º a +45º. También podía llevar 6 misiles antitanque BGM-71 TOW.
El cañón Bofors 57 mm L70 Mk.1 con el que estaba equipado podía hacer uso de un amplio rango de municiones, siendo algunas de estas:
- APCBC (Proyectil perforante antiblindaje con capa balística)
- SAPHE-CBC (Proyectil semiperforante antiblindaje de alto explosivo con capa balística)
- HE (Alto explosivo)
- HEVT (Alto explosivo con espoleta de proximidad)